# Балейка
Бале́йка (рос. Балейка) — село у складі Новосергієвського району Оренбурзької області, Росія.

## Населення
Населення — 121 особа (2010; 153 у 2002).
Національний склад (станом на 2002 рік):
- росіяни — 74 %